# RIM-66 Standard

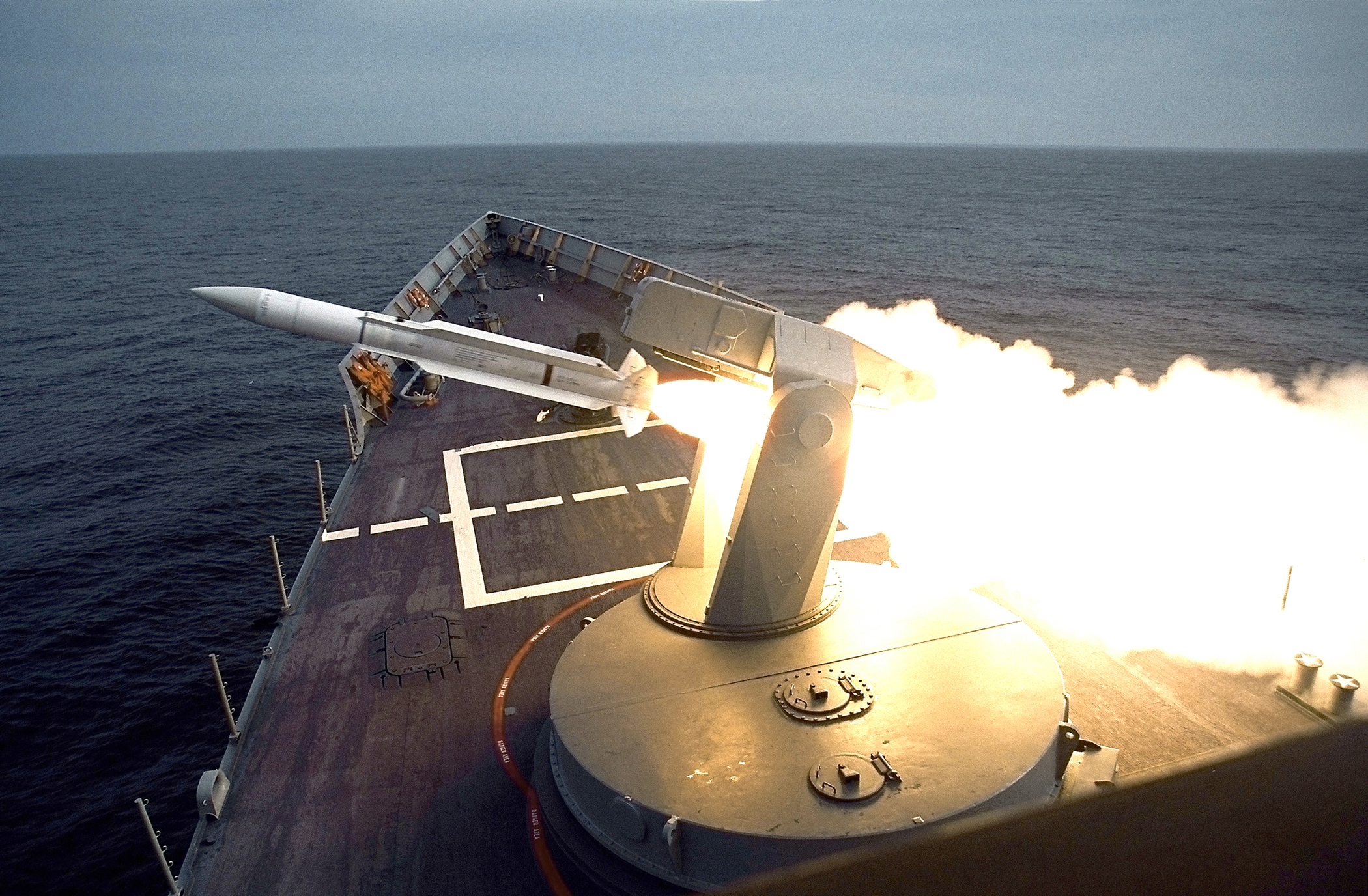
Vypuštění střely SM-1MR

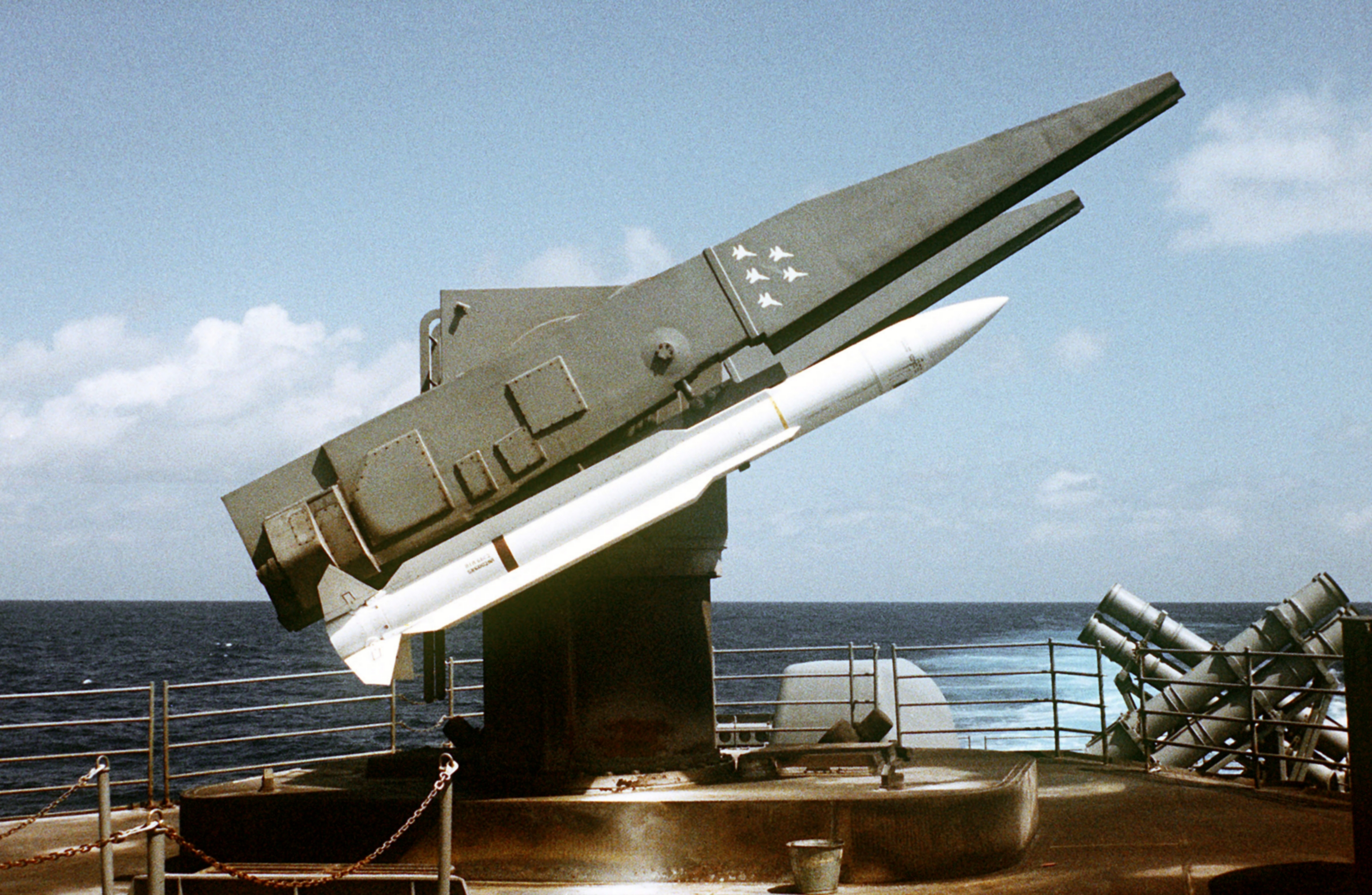
Dvojice střel Standard SM-2MR na vypouštěcím zařízení Mk 26 raketového křižníku USS Ticonderoga

RIM-66 Standard (jinak též (Standard SM-1MR a Standard SM-2MR) je americká protiletadlová řízená střela středního dosahu vyvinutá pro námořnictvo Spojených států amerických. Ve službě nahradila řízené střely RIM-24 Tartar, přičemž její varianta s přidaným urychlovacím stupněm a prodlouženým doletem RIM-67 Standard nahradila střely RIM-2 Terrier a RIM-8 Talos.
Dalším vývojem RIM-66 (konkrétně z SM-2 Block IV) vznikla námořní protiraketová RIM-161 Standard Missile 3 (SM-3).

## Vývoj
Vývoj systému Standard zahájila firma General Dynamics (nyní Raytheon) v roce 1963. Cílem bylo poskytnout námořnictvu protiletadlový raketový komplet, který by jedním typem střely nahradil zastarávající systémy Terrier, Tartar a Talos. Základní koncepce a tvar střely přitom odpovídaly typu Tartar. Díky tomu bylo možné využít již existující vypouštěcí zařízení instalované pro starší typy. Střela Standard přitom byla vyvinuta ve dvou základních variantách – RIM-66 se středním dosahem a RIM-67 s prodlouženým dosahem. Střely RIM-67 se od verze RIM-66 lišily pouze přidáním urychlovacího raketového stupně. Jinak byly prakticky stejné. Letové zkoušky byly zahájeny roku 1965 a o dva roky později byly střely Standard RIM-66A zařazeny do operační služby. Bojový křest ji čekal ve vietnamské válce, nasazena byla i v dalších konfliktech, například v Perském zálivu v průběhu Operace Praying Mantis.
Díky postupným modernizacím zůstaly základní protiletadlovou střelou námořnictva dodnes. První verze SM-1 je nyní provozována pouze u zahraničních uživatelů, zatímco americké námořnictvo provozuje výhradně modernější verzi SM-2. Tato varianta je přitom jedním ze základních prvků pokročilého zbraňového systému Aegis.

## Varianty

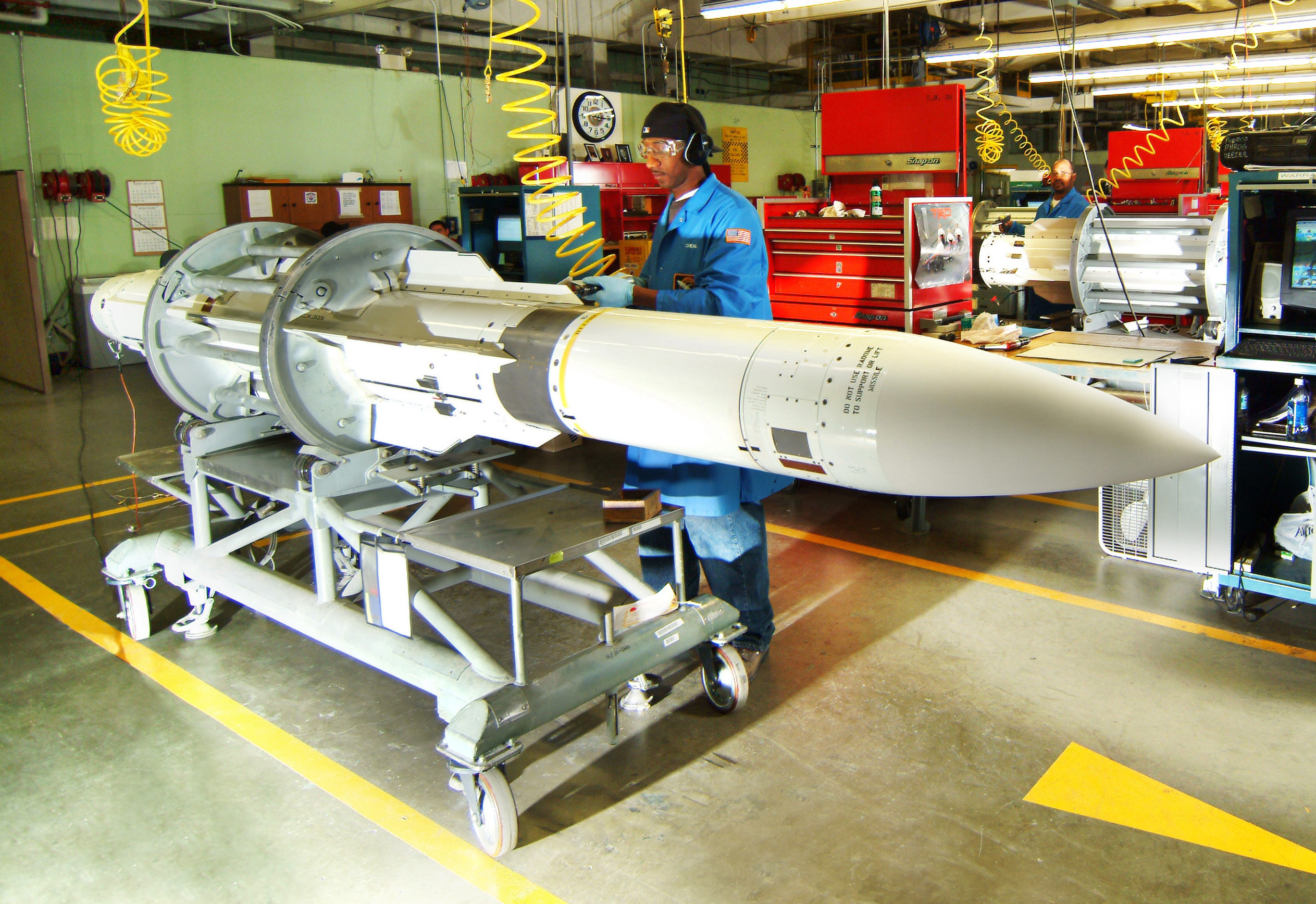
Výroba střely Standard SM-2 MR

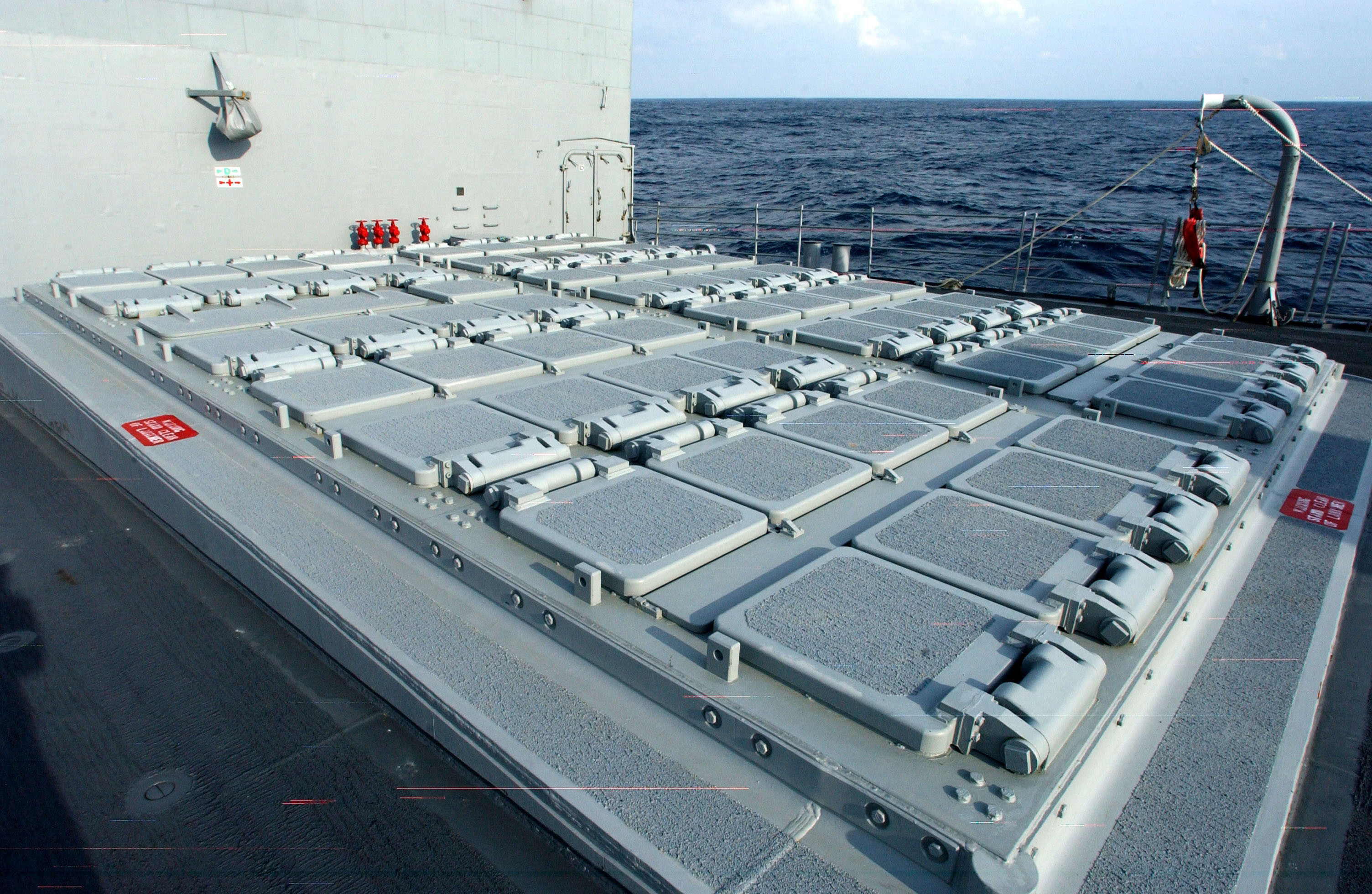
Vertikální vypouštěcí sila Mk 41 pro střely Standard SM-2 MR na palubě křižníku USS San Jacinto

### Standard SM-1MR
- RIM-66A (Standard SM–1 MR Block I–IV) – První varianta. Raketový motor byl převzat z typu Tartar. Navádění bylo pomocí radaru.
- RIM-66B (Standard SM–1 MR Block V) – Například nová hlavice, nový motor, o 25% větší dosah a o 40% větší dostup.
- RIM-66E (Standard SM–1 MR Block VI) – Zavedena v roce 1983. Nová roznětka aktivující hlavici v blízkosti cíle.

### Standard SM-2MR
- Standard SM–2 MR Block I
  - RIM-66C – Verze pro lodě se systémem Aegis. Zavedena v roce 1978. Měla například vylepšený systém vyhledávání a navádění a o 60% větší dosah.
  - RIM-66D – Verze pro lodě bez systému Aegis.

- Standard SM–2 MR Block II
  - RIM-66G – Zavedena v roce 1983. Má například novou hlavici a raketový motor. Verze pro lodě se systémem Aegis a klasickým vypouštěcím zařízením.
  - RIM-66H – Verze pro lodě se systémem Aegis vypouštěná z vertikálních odpalovacích zařízení Mk 41.
  - RIM-66J – Verze pro lodě bez systému Aegis.

- Standard SM–2 MR Block III
  - RIM-66K – Zavedena v roce 1988. Verze pro lodě bez systému Aegis.
  - RIM-66L – Verze pro lodě se systémem Aegis a klasickým vypouštěcím zařízením.
  - RIM-66M – Verze pro lodě se systémem Aegis vypouštěná z vertikálních vypouštěcích sil typu Mk 41.

## Uživatelé
V USA byly systémem Standard doposud vybaveny křižníky tříd Leahy, Belknap, California, Virginia a Ticonderoga, torpédoborce tříd Charles F. Adams, Kidd a Arleigh Burke a konečně též fregaty třídy Oliver Hazard Perry.
K zahraničním uživatelům systému patří například Australské námořnictvo, Kanadské královské námořnictvo, Francouzské námořnictvo, Německé námořnictvo, Italské námořnictvo, Japonské námořní síly sebeobrany, Námořnictvo Korejské republiky, Nizozemské královské námořnictvo a Turecké námořnictvo.

## Hlavní technické údaje (RIM-66A)
- Délka: 4,47 m
- Průměr: 0,343 m
- Rozpětí: 1,07 m
- Hmotnost: 578,8 kg
- Rychlost: 3,5 M
- Dosah: 32 km
- Dostup: 19 810 m

## Hlavní technické údaje (RIM-66C)
- Délka: 4,724 m
- Průměr: 0,343 m
- Rozpětí: 1,07 m
- Hmotnost: 626 kg
- Rychlost: 3,5 M
- Dosah: 74 km
- Dostup: 24 385 m